# Élections sénatoriales de 2008 dans le Cher
Les élections sénatoriales dans le Cher ont eu lieu le dimanche 21 septembre 2008. Elles ont eu pour but d'élire les sénateurs représentant le département au Sénat pour un mandat de six années.

## Contexte départemental
Lors des élections sénatoriales du 27 septembre 1998 dans le Cher, deux sénateurs ont été élus, deux RPR.
Depuis, tous les effectifs du collège électoral des grands électeurs ont été renouvelés, avec les élections législatives françaises de 2007, les élections régionales françaises de 2004, les élections cantonales de 2004 et 2008 et les élections municipales françaises de 2008.

## Rappel des résultats de 1998
| Candidat et parti politique | Candidat et parti politique | Candidat et parti politique | Premier tour | Premier tour | Second tour | Second tour |
| Candidat et parti politique | Candidat et parti politique | Candidat et parti politique | Voix         | %            | Voix        | %           |
| --------------------------- | --------------------------- | --------------------------- | ------------ | ------------ | ----------- | ----------- |
|                             | Serge Vinçon                | RPR                         | 559          | 65,53        |             |             |
|                             | Serge Lepeltier             | RPR                         | 311          | 36,46        | 575         | 70,55       |
|                             | Alain Tanton                | UDF                         | 159          | 18,64        | 2           | 0,25        |
|                             | Denis Durand                | MDC                         | 114          | 13,36        | 227         | 27,61       |
|                             | Jean-Pierre Charles         | PCF                         | 108          | 12,66        | 3           | 0,37        |
|                             | Philippe de Bonneval        | UDF                         | 103          | 12,08        | Retrait     | Retrait     |
|                             | Franck Thomas-Richard       | DL                          | 74           | 8,68         | Retrait     | Retrait     |
|                             | Pierre Houques              | PS                          | 78           | 9,14         | Retrait     | Retrait     |
|                             | Serge Méchin                | PS                          | 78           | 9,14         | Retrait     | Retrait     |
|                             | Jean d'Ogny                 | FN                          | 29           | 3,40         | 7           | 0,86        |
|                             | Pierre Fouchet              | Verts                       | 23           | 2,70         | Retrait     | Retrait     |
|                             | Claude Blay                 | DVD                         | 8            | 0,94         | 3           | 0,37        |
|                             |                             |                             |              |              |             |             |
| Inscrits                    | Inscrits                    | Inscrits                    | 877          | 100,00       | 877         | 100,00      |
| Abstentions                 | Abstentions                 | Abstentions                 | 5            | 0,67         | 8           | 0,91        |
| Votants                     | Votants                     | Votants                     | 872          | 99,43        | 869         | 99,09       |
| Blancs et nuls              | Blancs et nuls              | Blancs et nuls              | 19           | 2,18         | 54          | 6,21        |
| Exprimés                    | Exprimés                    | Exprimés                    | 853          | 97,82        | 815         | 93,79       |

## Sénateurs sortants
| Sénateur | Sénateur        | Parti | Fonctions lors de l'élection en 1998         |
| -------- | --------------- | ----- | -------------------------------------------- |
|          | Rémy Pointereau | UMP   | Conseiller régional, conseiller général      |
|          | François Pillet | UMP   | Conseiller général, maire de Mehun-sur-Yèvre |

## Présentation des candidats et des suppléants
Les nouveaux représentants sont élus pour une législature de 6 ans au suffrage universel indirect par les 870 grands électeurs du département. Dans le Cher, les sénateurs sont élus au scrutin majoritaire à deux tours. Leur nombre reste inchangé, 2 sénateurs sont à élire. Ils sont 9 candidats dans le département, chacun avec un suppléant.
| T/S | Candidats | Candidats                | Parti | Principale fonction                                    |
| --- | --------- | ------------------------ | ----- | ------------------------------------------------------ |
| T   |           | François Dumon           | PCF   |                                                        |
| S   |           | Marie-Christine Baudouin | PCF   |                                                        |
| T   |           | Denis Durand             | MRC   |                                                        |
| S   |           | Marie-Laure Michallet    | MRC   |                                                        |
| T   |           | Pascal Méreau            | PS    | Maire de Blancafort                                    |
| S   |           | Philippe Fournie         | PS    |                                                        |
| T   |           | Serge Méchin             | PS    | Conseiller général, maire de Torteron                  |
| S   |           | Marie-Martine Fontaine   | PS    |                                                        |
| T   |           | Patrick Trompeau         | DVD   |                                                        |
| S   |           | Xavier Crepin            | DVD   |                                                        |
| T   |           | Thierry Vinçon           | UMP   | Maire de Saint-Amand-Montrond                          |
| S   |           | Aymar de Germay          | UMP   | Maire de Marmagne                                      |
| T   |           | Rémy Pointereau          | UMP   | Sénateur sortant, conseiller général, maire de Lazenay |
| S   |           | Olivier Hurabielle       | UMP   |                                                        |
| T   |           | François Pillet          | UMP   | Sénateur sortant, maire de Mehun-sur-Yèvre             |
| S   |           | Daniel Fourré            | UMP   |                                                        |
| T   |           | Alain-Jean Sogni         | FN    |                                                        |
| S   |           | Michel Canu              | FN    |                                                        |

## Résultats
| Candidat et parti politique | Candidat et parti politique | Candidat et parti politique | Premier tour | Premier tour | Second tour | Second tour |
| Candidat et parti politique | Candidat et parti politique | Candidat et parti politique | Voix         | %            | Voix        | %           |
| --------------------------- | --------------------------- | --------------------------- | ------------ | ------------ | ----------- | ----------- |
|                             | Rémy Pointereau             | UMP                         | 480          | 56,07        |             |             |
|                             | François Pillet             | UMP                         | 373          | 43,57        | 576         | 70,85       |
|                             | Thierry Vinçon              | UMP                         | 253          | 29,56        | Retrait     | Retrait     |
|                             | Pascal Méreau               | PS                          | 140          | 16,36        | 237         | 29,15       |
|                             | François Dumon              | PCF                         | 126          | 14,72        | Retrait     | Retrait     |
|                             | Serge Méchin                | PS                          | 97           | 11,33        | Retrait     | Retrait     |
|                             | Denis Durand                | MRC                         | 94           | 10,98        | Retrait     | Retrait     |
|                             | Patrick Trompeau            | DVD                         | 62           | 7,24         | Retrait     | Retrait     |
|                             | Alain-Jean Sogni            | FN                          | 9            | 1,05         | Retrait     | Retrait     |
|                             |                             |                             |              |              |             |             |
| Inscrits                    | Inscrits                    | Inscrits                    | 870          | 100,00       | 870         | 100,00      |
| Abstentions                 | Abstentions                 | Abstentions                 | 8            | 0,92         | 7           | 0,80        |
| Votants                     | Votants                     | Votants                     | 862          | 99,08        | 863         | 99,20       |
| Blancs et nuls              | Blancs et nuls              | Blancs et nuls              | 6            | 0,69         | 50          | 5,75        |
| Exprimés                    | Exprimés                    | Exprimés                    | 856          | 98,39        | 813         | 93,45       |